# Jakub Bobola
Jakub  Bobola z Piasków herbu Leliwa (ur. 1578, zm. 1636) – podczaszy sandomierski, fundator klasztorów jezuickich, prawdopodobnie stryjeczny brat św.  Andrzeja Boboli. 
Był synem Jana Boboli (1545–1605) i Dmosieckiej.
Stryjem jego był Andrzej Bobola (podkomorzy).  
Ożenił się z Ewą Popowską
Pobierał dochody ze wsi: Krościenko, Wilczyce, Dacharzów, Jankowice Kościelne Sandomierskie, Skrzypaczewice, Zbigniewice, Ruszcza, Nietnia, Postronna i Niedrzwica.
Odnowił całkowicie w 1614 r. kościół parafialny w Jankowicach Kościelnych Sandomierskich a w 1627 r. wystawił przy nim dzwonnicę, plebanię i wraz z żoną Ewą zaopatrzył kościół w liczne przedmioty liturgiczne.   
W 1623 r. Jakub Bobola założył przy kolegium Jezuitów w Sandomierzu konwikt dla 12 młodych, należących do zubożałych rodzin, szlachciców i zapisał na ten cel 15500 złp. na dobrach swych Wilczyce. 
W 1635 r. przeznaczył na pomieszczenie konwiktorów swą kamienicę, stojącą do dziś dnia w rynku miasta Sandomierza. Ta „Fundatio Boboliana” z 27 lipca 1623 r.  przetrwała aż do kasaty zakonu Jezuitów. Dziś tylko tablica, widniejąca nad schodami, świadczy o pierwotnym przeznaczeniu budowli. 
Dokonał w 1626 r. zapisu na kolegium sandomierskie, a w dziesięć lat później; kazawszy się w chorobie gwałtem do (tegoż) kolegium zanieść i tam na rękach zakonnych… ducha Bogu oddał. 